# 1940 год в изобразительном искусстве СССР
1940 год был отмечен рядом событий, оставивших заметный след в истории советского изобразительного искусства.

## События
- В январе в Ленинграде открылась мемориальная квартира И. И. Бродского, в которой художник прожил последние 15 лет своей жизни. В экспозиции была представлена коллекция картин и рисунков русских художников, переданных в дар государству семьёй художника после его смерти.

### Выставки

#### Ленинград
- 18 февраля — в залах Ленинградского Союза советских художников открылась 5-я Выставка произведений ленинградских художников[1].
- 30 марта — в залах Ленинградского Союза советских художников открылась 6-я Выставка произведений ленинградских художников[2].

## Деятели искусства

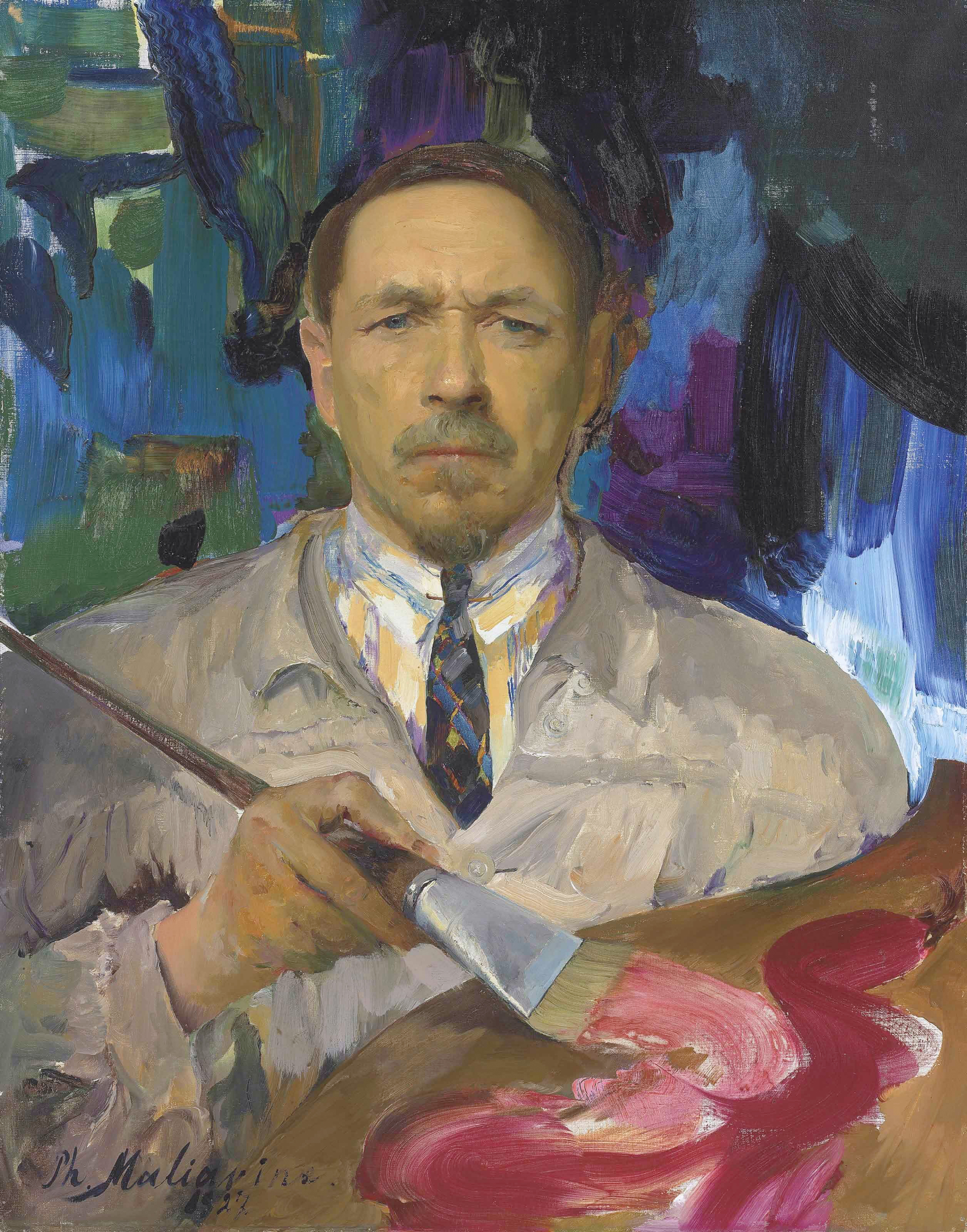
Филипп Малявин. Автопортрет, 1927

### Родились
- 7 июня — Валерий Леднев, живописец и педагог, народный художник России.

### Скончались
- 31 мая — Алексей Кравченко, живописец и график (род. в 1889).
- 5 июня — Василий Козлов, скульптор (род. в 1887).
- 23 декабря — Филипп Малявин, художник (род. в 1869).